# TVR Tamora
TVR Tamora – sportowy samochód osobowy produkowany przez firmę TVR w latach 2002–2006. Dostępny jako 2-drzwiowe coupé. Do napędu samochodu zastosowano sześciocylindrowy silnik rzędowy o pojemności 3,6 litra. Moc przenoszona była na koła tylne poprzez 5-biegową manualną skrzynię biegów.

## Dane techniczne

### Silnik
- R6 3,6 l (3605 cm³), 4 zawory na cylinder, DOHC
- Układ zasilania: wtrysk paliwa SMPFi
- Średnica × skok tłoka: 96,00 mm × 83,00 mm
- Stopień sprężania: 11,8:1
- Moc maksymalna: 355 KM (261 kW) przy 7200 obr./min
- Maksymalny moment obrotowy: 393 N•m przy 5500 obr./min

### Osiągi
- Przyspieszenie 0-100 km/h: 4,2 s
- Przyspieszenie 0-160 km/h: 9,1 s
- Czas przejazdu pierwszych 400 m: 12,5 s
- Czas przejazdu pierwszego kilometra: 22,2 s
- Prędkość maksymalna: 282 km/h